# Cabramurra
Cabramurra é uma cidade no estado australiano de Nova Gales do Sul, notabilizada também por ser a cidade mais alta no continente australiano, com altitude de 1 488 m, no lado ocidental das Snowy Mountains, situadas na Cordilheira australiana. O nome da cidade por ter origem na língua dos Wiradjuri, onde gambirra marra significa "mão torta".

## História
Cabramurra foi estabelecida em 1954, com a utilização de casas pré-fabricadas, como parte do projeto Snowy Mountains Scheme e também Snowy Mountains Hydro-Electric Scheme. Um campo de levantamento anterior fora estabelecido ali em 1951. O lugar para a instalação foi movido em 1974 a 500 m do original, com deslocamento vertical de 20 m para um local mais protegido, no qual permanece até a atualidade, deixando o original como ponto de vigia. Na década de 1970, as novas casas foram construídas com novos padrões e um design adequado às condições do ambiente: telhados íngremes para a neve não se acumular e interiores projetados em torno de um sistema de calefação, que aquece os cômodos direta ou indiretamente, com todo o cabeamento elétrico e telefônico sendo subterrâneo.

## Condição
Cabramurra é uma cidade de companhia, oferecendo habitação aos trabalhadores de duas hidroelétricas situadas na localidade vizinha de Tumut. Somente pessoas diretamente empregadas pela Snowy Hydro e suas respectivas famílias são autorizadas a habitar a localidade; todavia, a visitação é livre, mas não há acomodações hoteleira para visitantes. No inverno, a cidade fica coberta por neve de três a quatro meses por ano.

## Clima
Conforme a classificação climática de Köppen, Cabramurra possui um clima mesotérmico sem estação seca e com invernos frios, Cfb, próximo às características do clima continental úmido.
| Dados climatológicos para Cabramurra, Nova Gales do Sul | Dados climatológicos para Cabramurra, Nova Gales do Sul | Dados climatológicos para Cabramurra, Nova Gales do Sul | Dados climatológicos para Cabramurra, Nova Gales do Sul | Dados climatológicos para Cabramurra, Nova Gales do Sul | Dados climatológicos para Cabramurra, Nova Gales do Sul | Dados climatológicos para Cabramurra, Nova Gales do Sul | Dados climatológicos para Cabramurra, Nova Gales do Sul | Dados climatológicos para Cabramurra, Nova Gales do Sul | Dados climatológicos para Cabramurra, Nova Gales do Sul | Dados climatológicos para Cabramurra, Nova Gales do Sul | Dados climatológicos para Cabramurra, Nova Gales do Sul | Dados climatológicos para Cabramurra, Nova Gales do Sul | Dados climatológicos para Cabramurra, Nova Gales do Sul |
| Mês                                                     | Jan                                                     | Fev                                                     | Mar                                                     | Abr                                                     | Mai                                                     | Jun                                                     | Jul                                                     | Ago                                                     | Set                                                     | Out                                                     | Nov                                                     | Dez                                                     | Ano                                                     |
| ------------------------------------------------------- | ------------------------------------------------------- | ------------------------------------------------------- | ------------------------------------------------------- | ------------------------------------------------------- | ------------------------------------------------------- | ------------------------------------------------------- | ------------------------------------------------------- | ------------------------------------------------------- | ------------------------------------------------------- | ------------------------------------------------------- | ------------------------------------------------------- | ------------------------------------------------------- | ------------------------------------------------------- |
| Temperatura máxima recorde (°C)                         | 31,1                                                    | 31,9                                                    | 27,5                                                    | 23,6                                                    | 18,9                                                    | 13,8                                                    | 11,6                                                    | 14,9                                                    | 19,8                                                    | 22,5                                                    | 28,5                                                    | 28,4                                                    | 31,9                                                    |
| Temperatura máxima média (°C)                           | 19,7                                                    | 19,9                                                    | 16,7                                                    | 12,1                                                    | 8,0                                                     | 4,9                                                     | 3,1                                                     | 3,9                                                     | 7,1                                                     | 11,4                                                    | 14,3                                                    | 17,4                                                    | 11,5                                                    |
| Temperatura mínima média (°C)                           | 9,6                                                     | 9,9                                                     | 7,8                                                     | 4,7                                                     | 2,0                                                     | −0,4                                                    | −1,8                                                    | −1,2                                                    | 0,5                                                     | 3,2                                                     | 5,4                                                     | 7,8                                                     | 4,0                                                     |
| Temperatura mínima recorde (°C)                         | −0,5                                                    | −2,1                                                    | −3,4                                                    | −7,2                                                    | −7,4                                                    | −7,3                                                    | −11,0                                                   | −11,2                                                   | −8,1                                                    | −7,2                                                    | −5,1                                                    | −2,7                                                    | −11,2                                                   |
| Precipitação (mm)                                       | 99,2                                                    | 66,6                                                    | 91,0                                                    | 110,7                                                   | 165,3                                                   | 164,8                                                   | 204,5                                                   | 203,9                                                   | 172,6                                                   | 177,4                                                   | 126,9                                                   | 117,2                                                   | 1 699,9                                                 |
| Dias com precipitação                                   | 9,5                                                     | 8,1                                                     | 9,5                                                     | 10,5                                                    | 13,9                                                    | 15,1                                                    | 17,3                                                    | 18,1                                                    | 15,7                                                    | 14,7                                                    | 12,9                                                    | 10,8                                                    | 156,1                                                   |
| Insolação (h)                                           | 288,3                                                   | 251,4                                                   | 241,8                                                   | 195,0                                                   | 142,6                                                   | 114,0                                                   | 111,6                                                   | 124,0                                                   | 156,0                                                   | 213,9                                                   | 240,0                                                   | 282,1                                                   | 2 360,7                                                 |
| Fonte:                                                  |                                                         |                                                         |                                                         |                                                         |                                                         |                                                         |                                                         |                                                         |                                                         |                                                         |                                                         |                                                         |                                                         |

## Galeria

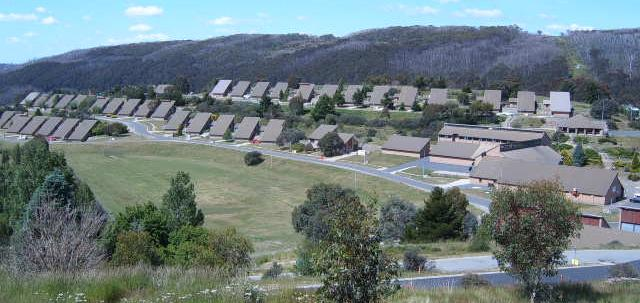
Cabramurra no verão (2005)
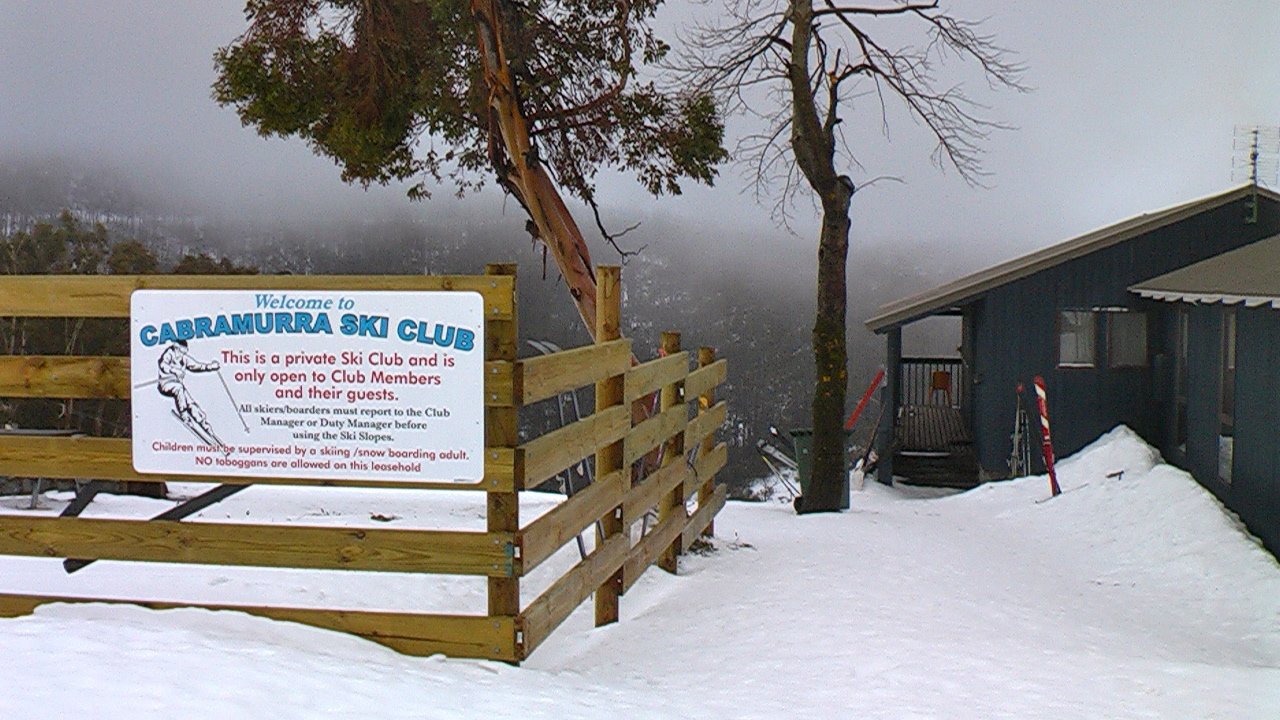
Clube de Esqui de Cabramurra